# Anthophora kigonserana
Anthophora kigonserana är en biart som beskrevs av Heinrich Friese 1905. Anthophora kigonserana ingår i släktet pälsbin, och familjen långtungebin. Inga underarter finns listade i Catalogue of Life.